# Cybister japonicus
Cybister japonicus là một loài bọ cánh cứng bản địa của châu Á.

## Hình ảnh

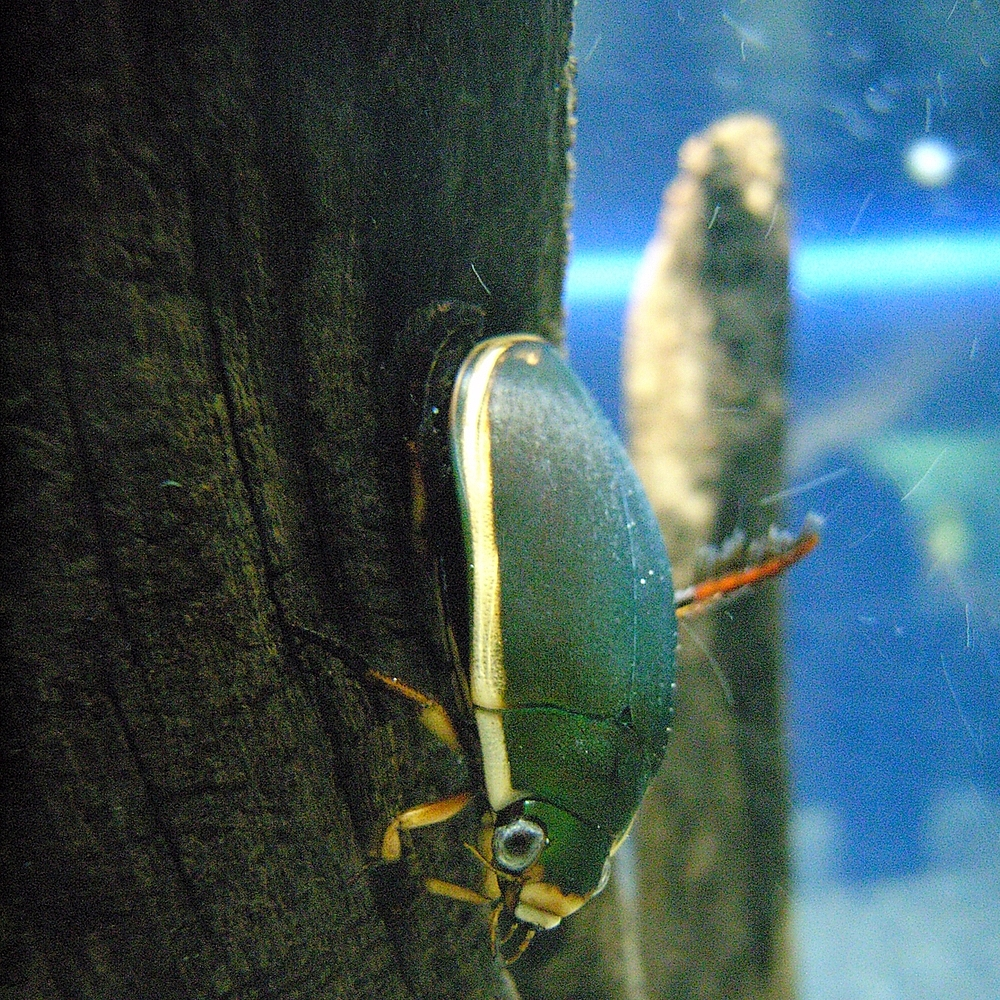
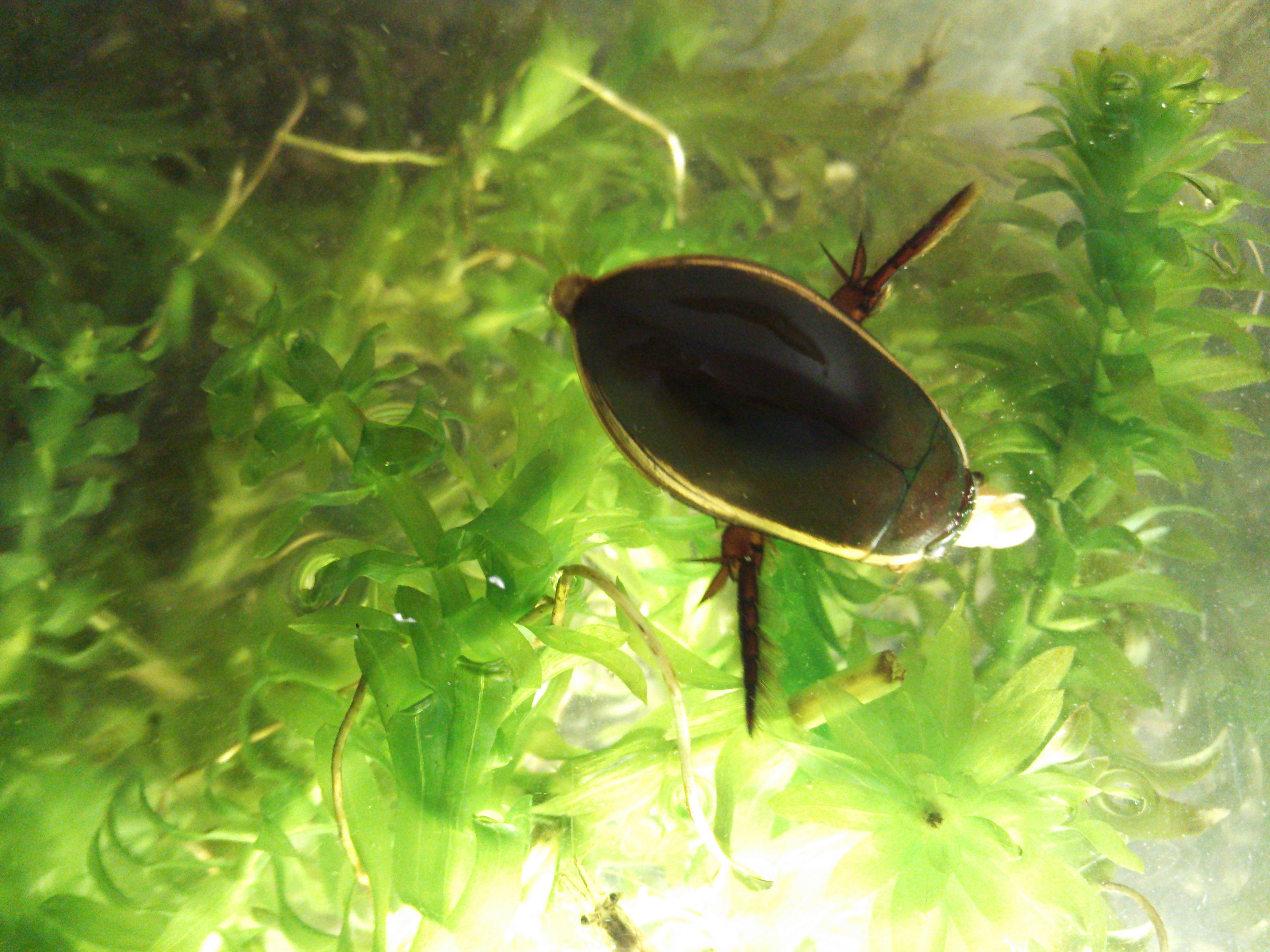
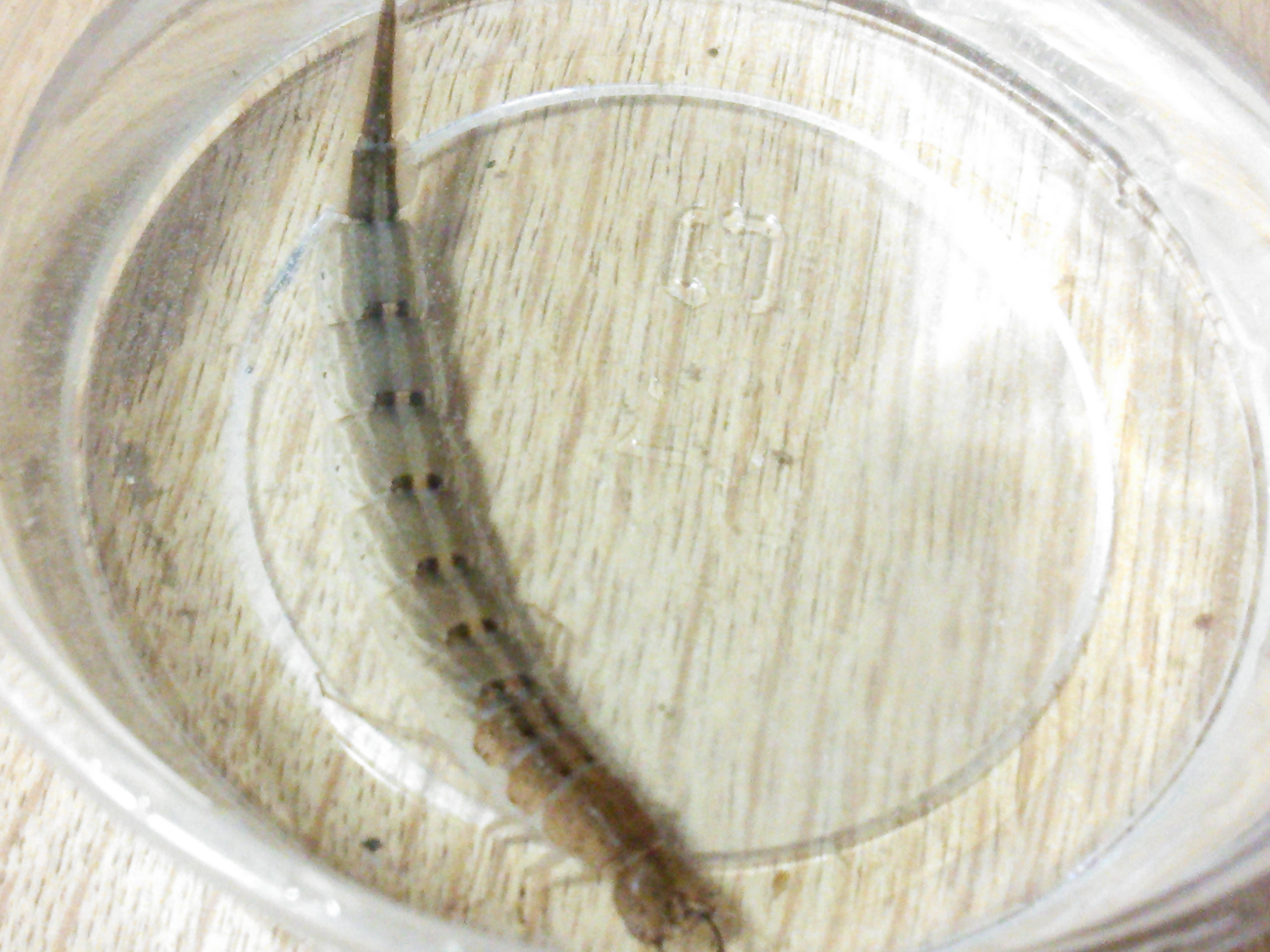
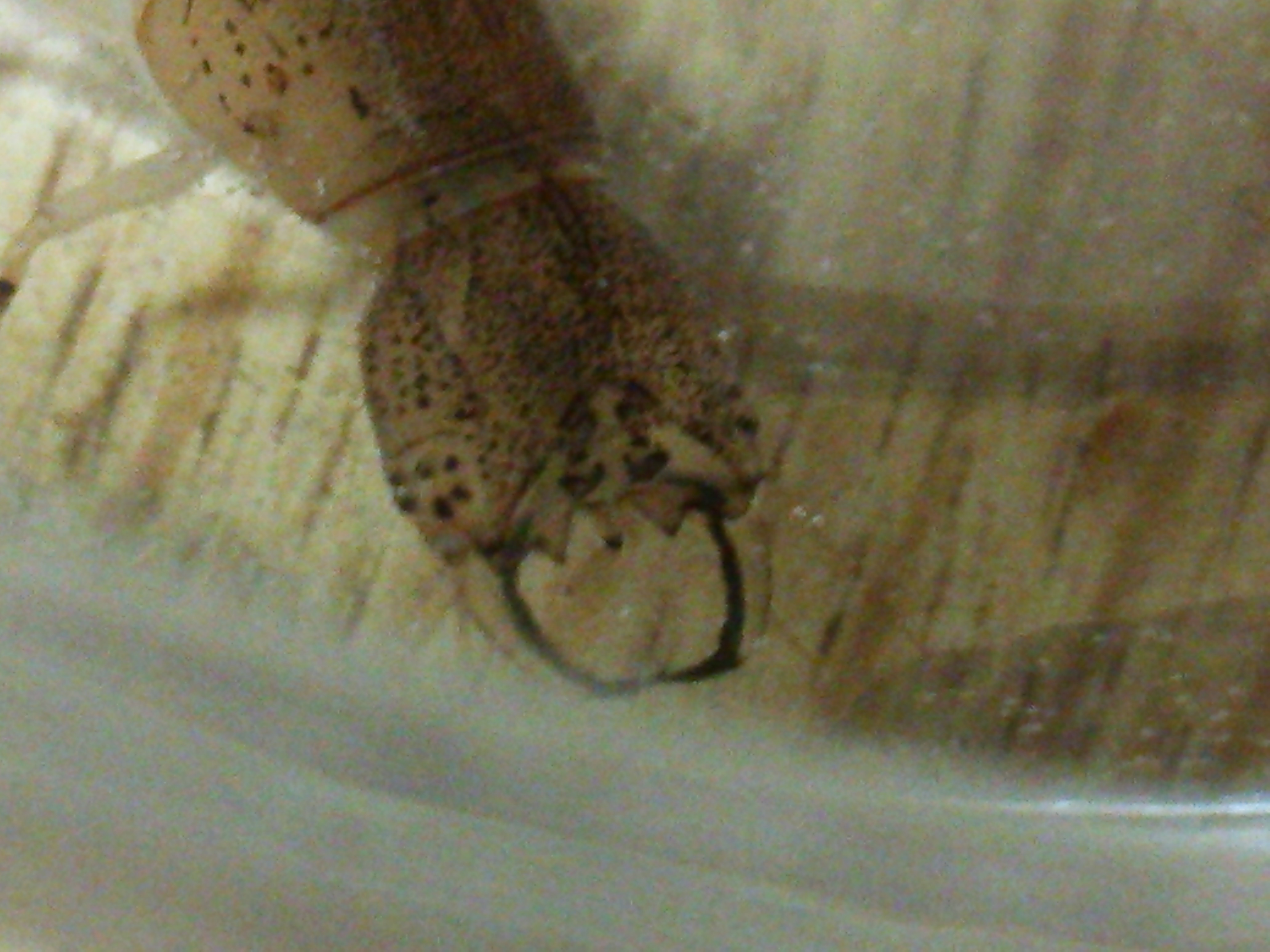